# جسد (مجلة)
جسد مجلة ثقافية عربية، مقرها بيروت، متخصصة في الأدب والفن وعلم الجسد. أسستها على يد جمانة حداد .

## التاريخ والملف الشخصي
تأسست مجلة جسد عام 2008، وصدر العدد الأول منها في كانون الأول من نفس العام، وأثارت جدلًا واسعًا منذ ذلك الحين، لأنها تناولت مواضيع محظورة عند البعض. على سبيل المثال، في عدد آذار 2009 تضمنت المجلة مقالات حول الجنس في العالم العربي. تصدر مجلة جسد عن دار "الجمانة". وهي مطبوعة في معظمها، ولكن مقتطفات صغيرة من كل عدد جديد متاحة على موقعها الإلكتروني. مؤسسة المجلة ورئيسة تحريرها وناشرها هي الشاعرة والصحفية اللبنانية جمانة حداد، وهي أيضًا محررة الثقافة في صحيفة النهار.
تُوزع مجلة جسد للقراء في جميع أنحاء العالم من خلال المكتبات و/أو عن طريق البريد السريع من خلال نظام الاشتراك السنوي. وهي مجلة لامعة، 200 صفحة، مقاس 22×28 سم، ويتكون من أقسام وأعمدة مختلفة، تتراوح بين التقارير والشهادات والمقالات، إلى المقالات والترجمات والكتابات الإبداعية، وكلها تغطي مجالات السينما والأدب والفنون والمسرح والفلسفة والعلوم، وتدور حول محور الجسد. اعتبر ساسين كوزالي المجلة في 2 شباط 2009 بأنها "مربكة للغاية" وتغطي مواد متنوعة "غير متماسكة تمامًا".

## طالع أيضًا
- قائمة المجلات اللبنانية[الإنجليزية]